# Johan Kitti
Johan Kitti är samisk artist och konstnär. Han har vunnit Sámi Grand Prix  två gånger år 2004 och 2006. År 2006 vann Kitti Minoritetsfolkens Melodifestival Liet-Lávlut i Östersund tillsammans med sin kusin Ellen Sara Bæhr.

## Diskografi
- 2006 - Dovddut / Feelings
- 2010 - Luohte Goaikanasat
- 2013 - Min ráhkis sálmmat